# SBS에 대한 비판
본 문서는 대한민국의 방송국 중 하나인 SBS에 대한 비판이다.

## 뉴스 논란

### 미니스커트 논란
2010년 7월 26일 SBS 8 뉴스는 '성폭행 뒤 살해·방화…성범죄 잔혹함 어디까지?'라는 제목으로 같은 날 오전 서울 강북구 수유동에서 있었던 20대 여성 성폭행·살해 사건을 보도했다. 이 과정에서 미니스커트를 입은 여성들의 허벅지를 클로즈업 한 영상을 자료화면으로 제공하였다. 이 뉴스를 본 네티즌들은 성폭행 범죄의 원인이 여성의 노출에 있다고 주장하는 것이냐며 불편한 심기를 드러냈다.

### 핫팬츠 논란
2010년 7월 26일 SBS 8 뉴스는 '성폭행 뒤 살해·방화…성범죄 잔혹함 어디까지?'라는 제목으로 같은 날 오전 서울 강북구 수유동에서 있었던 20대 여성 성폭행·살해 사건을 보도했다. 이 과정에서 미니스커트를 입은 여성들의 허벅지를 클로즈업 한 영상을 자료화면으로 제공하였다. 이 뉴스를 본 네티즌들은 "성폭행 범죄의 원인이 여성의 노출에 있다고 주장하는 것이냐"며 불편한 심기를 드러냈다.

### 가슴 노출 논란
2010년 7월 31일 SBS 8 뉴스는 '햇살에 몸 맡긴 선탠족...해수욕장 인산인해'라는 제목의 보도를 동영상 화면과 함께 내보냈다. 이 보도는 방송 내내 해수욕장에서 물놀이를 즐기거나 선탠을 하는 여성을 집중적으로 비쳤는데 이때 여성의 상반신 중 일부가 노출되었다. 또한 여성의 상반신 일부 노출 뿐 아니라 선탠하는 여성의 등이나 여성의 비키니 입은 모습 등을 집중적으로 영상으로 내보내기도 해 눈살이 찌푸려지게 만들었다. 논란이 일자 SBS는 뉴스 다시보기를 삭제하였다.

### 루저 논란
2010년 8월 12일 SBS는 ‘나이트라인’의 ‘뉴스 속으로’ 코너에서 세계적 광고기획자 이제석 씨에 대한 인터뷰 제목 자막에 ‘루저에서 광고 천재로’라는 표현을 사용해 논란이 일었다. SBS는 13일에 정식 보도자료를 통해 본의는 아니지만 이 표현(루저)으로 마음의 상처를 입은 시청자 여러분께 깊이 사과드린다고 사죄의 뜻을 전했다.

### 양배추 김치 논란
2010년 9월 30일 SBS 8 뉴스에서 신동욱 앵커는 "배추 값이 폭등하자 양배추 김치를 먹으라"는 이명박 대통령의 말에 옹호하는 발언으로 논란을 일으켰다. 대통령이 나라와 물가를 모르니까 내뱉는 속없는 말에 도리어 SBS 8 뉴스에서 신동욱 앵커는 정부의 나팔수 역을 하는 것에 한심스럽다는 반응이었다. 2017년 신동욱 앵커는 대한민국 대표적인 보수 언론사 TV조선으로 이적하여 보도본부 부본부장을 맡게 되었다.

### 故노무현전 대통령 비하 워터마크 송출
2013년 8월 20일, 후쿠시마 원자력 발전소 사고 보도 중에, 한국에 수입하는 수산물에 대한 뉴스를 내보냈다. 그러나 가자미류 방사능 검출량 부분 그래프에서 노무현 대통령 비하 이미지가 등장했다.

### 세월호 관련 오보
2017년 4월 말, SBS 8 뉴스에서 세월호 인양 관련 보도 중에 오보가 있어서 5월 초, 대선이 있기 전에 SBS에서 사과했다. 그러나 이 오보에 대해 부정한 홍준표 자유한국당 대선 후보는 부산에서 SBS는 내가 드라마 모래시계를 통해 키운 방송인데, 그 방송사에서 그런 짓을 할 수 있는가 하면서 집권하면 SBS 8 뉴스를 없애버리겠다고 했다.